# Abbaye Santa Maria a Cerrate
L'Abbaye Santa Maria a Cerrate (en italien : Abbazia di Santa Maria a Cerrate) est un édifice religieux situé dans la province de Lecce, dans la région des Pouilles, en Italie.

## Histoire
Selon la légende, l'Abbaye Santa Maria a Cerrate a été fondée par le roi Tancrède. L'abbaye qui date du XIIe siècle a accueilli un groupe de moines Basiliens.
Au fil du temps, l'Abbaye Santa Maria a Cerrate est devenue un des plus importants centres religieux du sud de l'Italie.
En 1711, l'Abbaye Santa Maria a Cerrate a été attaquée par des pirates turcs tombant, ensuite, dans un état d'abandon jusqu'à sa remise en état en 1965, confiée à l'architecte Franco Minissi. 
De cette intervention, est né à proximité le Museo delle Arti e delle Tradizioni popolari del Salento (Musée des Arts et Traditions Populaires du Salento).
En 2012 le site qui a impressionné Madonna lors de ses vacances, est de nouveau confié au FAI pour de nouvelles restaurations tout en restant ouvert au public.

## Description

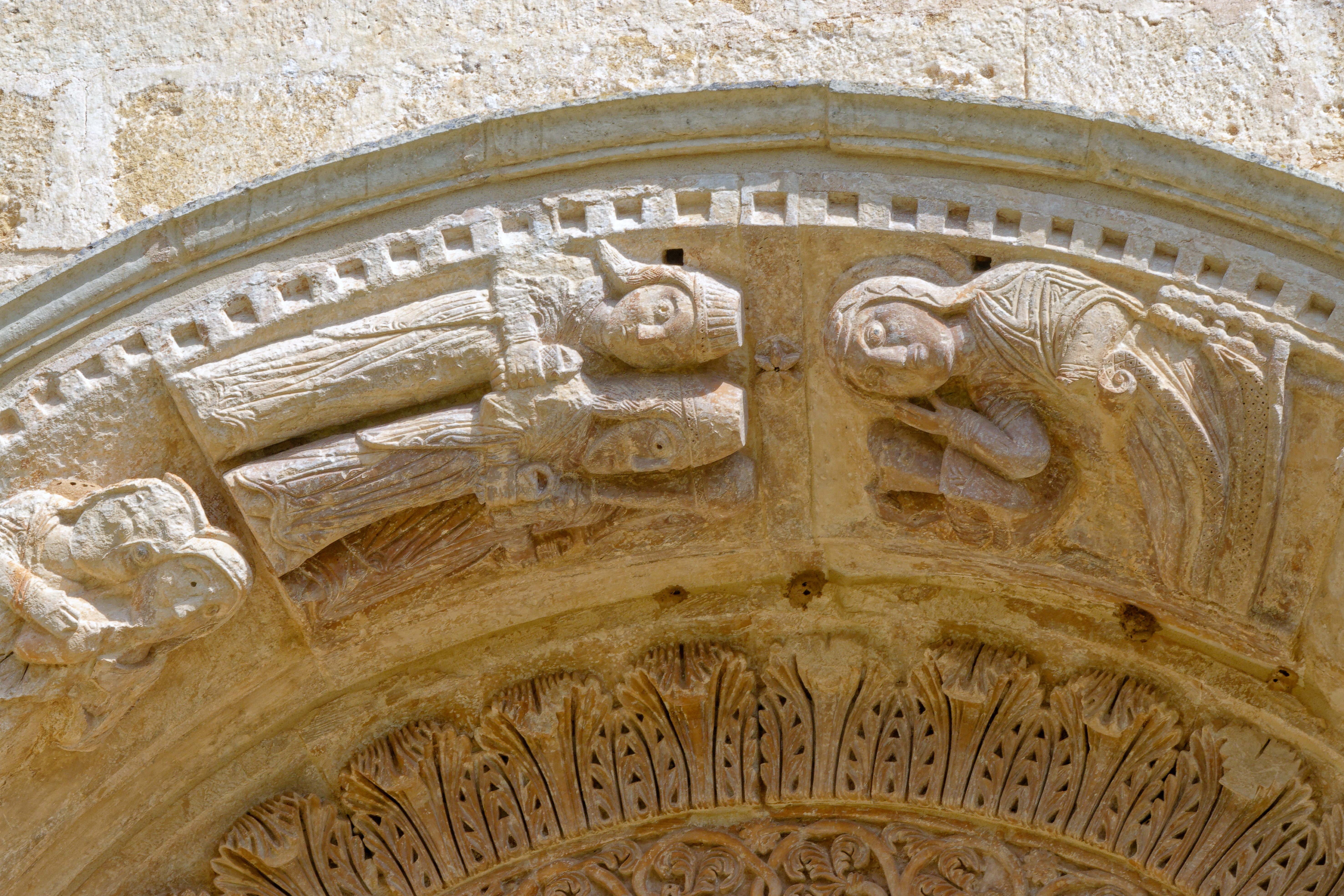
Détail du portail les Rois Mages.

L'Abbaye est en style roman et présente une façade où le portail est surmonté d'un arc sculpté de hauts reliefs qui reproduisent des scènes du Nouveau Testament et un moine en prière.
L'intérieur de l'édifice était complètement décoré de fresques datables à partir du XIIIe siècle qui ont été détachées et transférées dans le musée contigu.

### Extérieur
L'édifice comporte sur son extérieur une série de petites arcades qui délimitent les divers secteurs de l'église. La façade comporte en son centre le portail du XIIIe siècle avec de chaque côté une petite fenêtre (italien : monofora). Il est surmonté d'une voûte en berceau dont la fresque de la lunette est disparue et  l'intrados sculpté de reliefs avec des scènes de l' Annonciation de la Vierge, Visite à Sainte Elisabeth, les  Rois mages et la Fuite en Egypte. Une rosace surmonte l'ensemble.
Sur le côté gauche de l'édifice un portique datant du XIIIe siècle est composé de colonnes cylindriques et polygonales qui supportent des chapiteaux. En face du portique se trouve un puits d'ornement datant du XVIe siècle.

### Intérieur

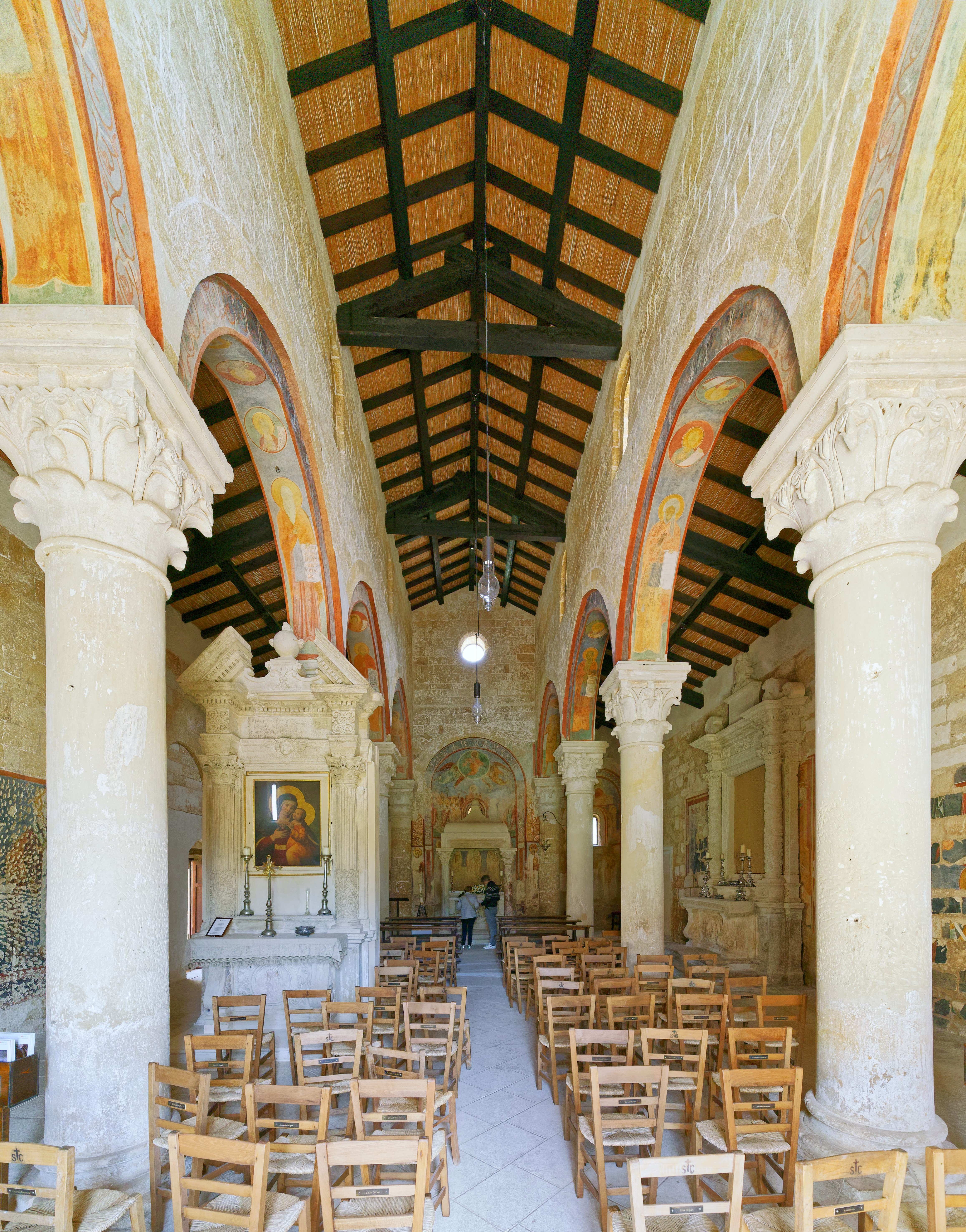
Intérieur

L'intérieur est à trois nefs. Le plafond comporte une charpente en bois couverte de cannage et de tuiles. 
Au dessus du maître-autel se trouve un baldaquin daté de 1269. 
Les murs sont couverts de fresques du XIIe – XIIIe siècle. 
Dans les absides (Christ en gloire, Anges et Saints); dans les arcades (Saints), le long des parois (Vierge à l'Enfant et Saints). 
Pendant la période de restauration de l'édifice, des fresques ont été détachées des murs de l'église et transférées dans le musée adjacent où elles sont exposées : Dormitio Virginis, Annonciation de la Vierge, Miracle de la Biche, Saint Georges et la Princesse, La Vierge avec les saints Anne et Joachim, Saint Demetrius, Saint Michel et autres Saints divers.

## Source de traduction
- (it) Cet article est partiellement ou en totalité issu de l’article de Wikipédia en italien intitulé « Abbazia di Santa Maria a Cerrate » (voir la liste des auteurs).